# Kloster Bellevaux
Das Kloster Bellevaux (Bella Vallis) ist eine ehemalige Zisterzienserabtei in der Gemeinde Cirey im Arrondissement Vesoul, Département Haute-Saône, Region Bourgogne-Franche-Comté, in Frankreich, rund 28 km südlich von Vesoul, bei Chambornay-lès-Bellevaux, nahe dem Fluss Ognon.

## Geschichte
Das Kloster wurde im Jahr 1119 als erstes Tochterkloster der Primarabtei Morimond gegründet, auf Initiative von Pontius aus der Familie der Herren von La Roche-sur-l'Ognon, welche gleichzeitig wichtige Stifter waren. Wahrscheinlich war der erste, langjährige Abt Pontius Mitglied dieser Familie und vielleicht gar Sohn des gleichnamigen Stifters. Die Neugründung wurde nicht wie andere Zisterzienserklöster in Brachland angesiedelt, sondern auf altem Kulturland in Nachbarschaft zweier Dörfer. Das Kloster entwickelte sich schnell, und die große Klosterkirche konnte 1143 geweiht werden.

Abteiwappen

Bellevaux war die erste und wichtigste Zisterzienserabtei in der Franche-Comté. Es war Mutterkloster von Kloster Lucelle, Kloster Rosières, Kloster La Charité (Franche-Comté), Kloster Montheron im Schweizer Kanton Waadt und dem Zisterzienserkloster Daphni in Griechenland. Mit dem Letzteren hatte Otto de la Roche „sein“ Familienkloster in seinem neuen Wirkungskreis im Osten etabliert, wo Daphni wie Bellevaux zur Familiengrablege wurde. Das Kloster Bellevaux besaß mehrere Grangien und ein Hospiz mit Keller in der Rue Battant in Besançon. Auch betrieb es mehrere Mühlen am Ognon und Schmieden in Cirey. Der normannische Cidre-Apfelbaum wurde vom Kloster Bellevaux in der Freigrafschaft eingeführt.
Der zweite Abt von Bellevaux, Burchardus, war für seine literarischen Fähigkeiten bekannt; erhalten ist eine ausführliche Abhandlung über Bärte, die wohl in den frühen 1160er Jahren entstanden ist. Erzbischof Petrus II. von Tarentaise, der schon zu Lebzeiten den Ruf des Wunderheilers hatte, starb 1174 in Bellevaux und wurde in der Klosterkirche bestattet. Ein reger Kult um seine Reliquien setzte bereits vor seiner Kanonisation 1191 ein und hielt bis zum Untergang des Klosters an.
Das Kloster blühte im 12. und 13. Jahrhundert. 1289 siegelte König Rudolf von Habsburg in Bellevaux eine Urkunde. Im 14. Jahrhundert führten Seuchen und Kriege zur Dezimierung der Mönchsgemeinschaft und zu wirtschaftlichen Schwierigkeiten. Eine Erholung folgte unter der Herrschaft von Karl V. und Philipp II. Die Kriege zwischen Spanien und Frankreich brachten das Kloster im 17. Jahrhundert an den Rand des Unterganges. 1603 zählte die Abtei nur fünf Mönche, 1650 harrte der Prior allein aus. Unter französischer Herrschaft begann die ruhige Spätzeit. Das Kloster war Kommende, d. h. der Abt wurde vom König eingesetzt, residierte normalerweise anderswo und bezog aus den Einkünften des Klosters bedeutende Zahlungen. Im späteren 18. Jahrhundert bestand die Gemeinschaft aus vier bis fünf Mönchen, einschließlich Prior, die von ca. einem Dutzend Angestellten versorgt wurden. Laienbrüder gab es keine mehr, und die umfangreichen, weit verstreuten Besitzungen waren gegen Geld- und Naturalabgaben verpachtet.
Die Revolution brachte 1790 das Ende des Klosters; 1791 gelangten Mobiliar und Gebäude zur Versteigerung. Im Jahr 1795 wurde Bellevaux von General Jean-Charles Pichegru erworben und bewohnt. 1817 kaufte Dom Eugène Huvelin, ein ehemaliger Mönch aus dem Kloster Sept-Fons, mit zwei Konversen desselben Klosters die Anlage und begründete einen neuen Zisterzienserkonvent strengerer Observanz, der sich im Jahr 1830 den Trappisten anschloss. Jedoch zogen sich die Mönche nach dem Überfall in der Julirevolution von 1830 in die Schweiz zurück. Heute lebt diese Gemeinschaft im savoyischen Kloster Tamié. Die Trappisten verkauften das Kloster aus Geldnot, spätere Versuche, es zurückzukaufen, scheiterten. 1837 wurde Bellevaux durch die Familie der Grafen von Ganay erworben und fortan „Schloss“ genannt. Der letzte Besitzer (und langjährige Bewohner) aus dieser Familie war der renommierte Gartenhistoriker Ernest de Ganay (1880–1963). Seit 1957 wurden die Gebäude für Ferienkolonien verwendet, unter einer mehrfach umbenannten Institution (1957 „Centre fédéral des Coeurs Vaillants“; 1967 „Foyer culturel de Bellevaux“; 1978 „Centre d'animation régional de Bellevaux“). Seit 1994 ist Bellevaux wieder in Privatbesitz.
Im Mai 2019 fand zum 900. Jahr des Bestehens ein wissenschaftliches Kolloquium statt.

## Bauten und Anlage
Das Kloster weist die von den Zisterziensern vielfach bevorzugte Tallage auf. Ein bestehender Bach wurde zur Abführung des Abwassers kanalisiert, abgezweigt wurde ein System kleinerer oberirdischer Kanäle für die Bewässerung. Die Ausrichtung der Bauten folgte der Topografie des Tales; so war die Kirche nicht nach Osten, sondern nach Südosten orientiert.
Von der mittelalterlichen Anlage ist nur noch wenig sichtbar. Die Grundmauern und Fußbodenreste der romanischen Klosterkirche sind knapp unter der heutigen Erdoberfläche erhalten, wie eine kleinflächige archäologische Sondierung 1986 gezeigt hat. Ihre Gestalt allerdings ist weder verlässlich dokumentiert noch archäologisch erforscht. Späte Bauakten (18. Jh.) belegen drei gewölbte Schiffe, drei Altäre im Chorbereich sowie zwei Kapellen an der rechten Seite der Kirche. Visitationsprotokolle des späten 16. und der ersten Hälfte des 17. Jahrhunderts allerdings nennen eine Reihe von mindestens sechs an das rechte Seitenschiff angebauten Kapellen. Es ist zu vermuten, dass die Kirche in der zweiten Hälfte des 17. Jahrhunderts bei einer Renovation durch den Abbruch eines Teils des Schiffes verkürzt wurde. Aus den bis heute ersichtlichen Dimensionen des Kreuzganges ist eine Gesamtlänge der Kirche von mindestens 60 Metern anzunehmen. Auf dem obigen Bild links sind die drei folgenden mittelalterlichen, ursprünglich vom Chor bzw. dem Querhaus der Kirche ausgehenden Durchgänge sichtbar (von vorne bis hinten): Zugang zur Sakristei (mittelalterliches Türgewände, allerdings nicht in situ), Zugang zur Treppe zu den Schlafräumen der Mönche (wohl mittelalterlich), Zugang zum Kreuzgang (18. Jh.). Verstreut erhalten sind Fragmente der Bauskulptur (u. a. Schlusssteine und Gewölberippen) und zahlreiche mittelalterliche Grabplatten. Der Kreuzgang bildete, wie die Sondierung gezeigt hat, ein exaktes Quadrat. Soweit ersichtlich wurde allenfalls im Kreuzgangbereich und zur Kirche hin mittelalterliche Bausubstanz in den Neubau des 18. Jahrhunderts einbezogen. Vor dessen Haupteingang (Nordostfassade) kam 2012 bei Leitungsarbeiten eine Mauer mit Türgewände zum Vorschein, mit Schwellenniveau ca. 1,4 m unter dem heutigen Bodenniveau.
Alle heute bestehenden Gebäude (Haupt- bzw. Konventsgebäude, im Bild; Waschhaus/Weinkeller; Wirtschaftsgebäude/Stallungen; Einfahrtstor) gehen auf die umfassende Bautätigkeit unter dem letzten Abt Louis-Albert de Lezay-Marnésia zurück (Abt von Bellevaux 1731–1790). 1741 wurde ein neues Abthaus projektiert, aber nicht gebaut. Um 1760 wurden diverse Bau- und Renovierungsarbeiten in Angriff genommen.
Das Wirtschaftsgebäude, ehemals mit Stallungen, Remisen und Fruchtschütten, ist 1762 datiert. 1777 wurde es zum Tor hin verlängert; dieser Bereich wurde in der Zeit der Trappisten (1817–1830) nochmals verändert und umfasste eine Kapelle und Gästeräume. Ein Aus- und Umbau um 1970 hat seinen Charakter stark verändert.
Das monumentale Einfahrtstor trägt das Datum 1764. Besonders im bewaldeten Südwesten des Geländes sind Überreste der Umfassungsmauer erhalten.

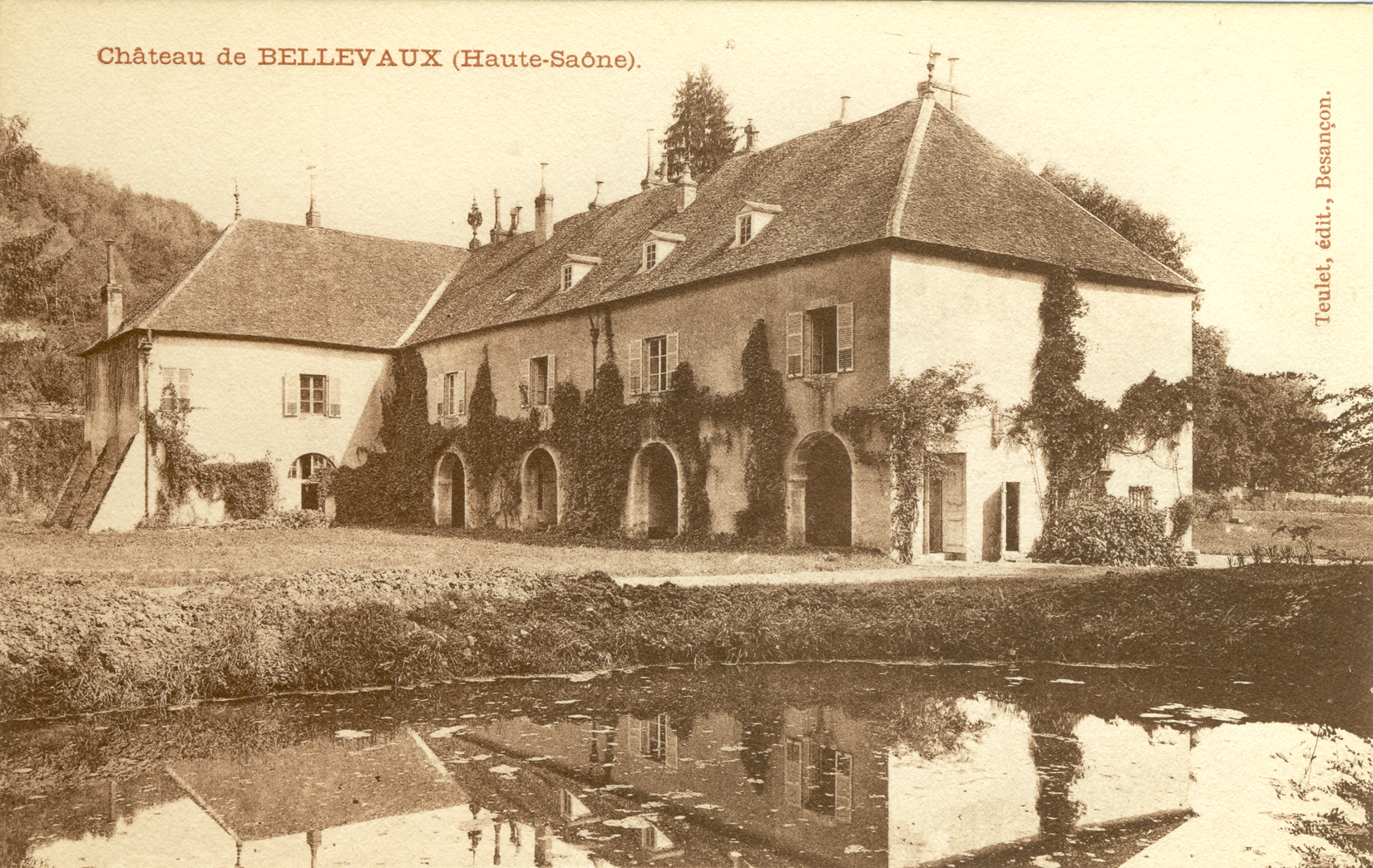
Ansicht des Konventsgebäudes von der Kreuzgangseite her gesehen, Postkarte 1920er-Jahre

Das markante, das Tal dominierende Konventsgebäude (Bild) wurde 1786–1788 auf wesentlich angehobenem Bodenniveau neu errichtet. Der verantwortliche Architekt war Joseph Cuchot aus Besançon; Stuckierungen, Boiserien, Schlosser- und Steinmetzarbeiten wurden ebenfalls teilweise durch Künstler aus Besançon ausgeführt.
Aus derselben Zeit stammt ein gegenüber der Küche gelegenes, langgestrecktes und in den Hang gebautes Gebäude mit einem großen Waschbecken, der Bäckerei (Ofen nicht erhalten) und dem ebenerdigen Weinkeller (heute mit modernen Fenstern).
Wohl sofort nach der Versteigerung 1791 setzte der Abbruch der Kirche bzw. der Verkauf ihrer Baumaterialien ein. 1830 wird sie noch als „triste ruine“ bezeichnet. Nach dem Verkauf durch die Trappisten wurden die letzten Reste der Abteikirche und die Gebäude auf der Rückseite des Kreuzganges (spätestens seit dem 16. Jahrhundert das Abthaus) abgetragen. Dadurch erhielt die Anlage ihr heutiges Erscheinungsbild. Im Hauptgebäude mit seinem heute winkelförmigen Grundriss sind ein Flügel des Kreuzganges ganz und einer teilweise erhalten geblieben. Die heutige Hauptfassade (siehe Bild) ist asymmetrisch: Wahrscheinlich war im 18. Jahrhundert links eine zusätzliche Fensterachse dem Querhaus der Kirche vorgeblendet.
Weitgehend erhalten sind die komplexen, in der zweiten Hälfte des 18. Jahrhunderts umfassend wiederhergestellten Wasseranlagen des Klosters mit einem langen unterirdischen Abwasserkanal und einem kleineren Frischwasserkanal. Offene Wasserkanäle dienten der Bewässerung der Gartenflächen. Dem Wasser einer bis heute ergiebigen Quelle innerhalb der ehemaligen Klausur (die Haupt-Trinkwasserversorgung des Klosters), die der Heilige Petrus von Tarentaise geweiht haben soll, wurde während Jahrhunderten Heilkräfte insbesondere bei Augenkrankheiten zugeschrieben.